# NGC 2495
NGC 2495 is een spiraalvormig sterrenstelsel in het sterrenbeeld Lynx. Het hemelobject werd op 14 februari 1855 ontdekt door de Ierse astronoom William Parsons.

## Synoniemen
- MCG 7-17-8
- MK 383
- ZWG 207.16
- KUG 0757+399
- PGC 22457